# Liste der Baudenkmäler in Ihrlerstein
Auf dieser Seite sind die Baudenkmäler in der niederbayerischen Gemeinde Ihrlerstein zusammengestellt. Diese Tabelle ist eine Teilliste der Liste der Baudenkmäler in Bayern. Grundlage ist die Bayerische Denkmalliste, die auf Basis des Bayerischen Denkmalschutzgesetzes vom 1. Oktober 1973 erstmals erstellt wurde und seither durch das Bayerische Landesamt für Denkmalpflege geführt wird. Die folgenden Angaben ersetzen nicht die rechtsverbindliche Auskunft der Denkmalschutzbehörde.

## Baudenkmäler nach Ortsteilen

### Ihrlerstein
| Lage                                                  | Objekt                                                        | Beschreibung | Akten-Nr.              | Bild |
| ----------------------------------------------------- | ------------------------------------------------------------- | --- | ---------------------- | --- |
| Am Brünnerl 15 (Standort)                             | Sogenanntes Brünnerl, Quelleinfassung                         | Quaderförmiger Block mit mittlerem Flachgiebel, rundbogige Einfassung des Quellbeckens, bezeichnet „1839“ Alte Quelleinfassung, dreiseitig geschlossenes Steinbecken, bezeichnet „1634“                                      | D-2-73-133-7 Wikidata  | Sogenanntes Brünnerl, Quelleinfassung                                                                                 |
| Hauptstraße (Standort)                                | Ehemaliges Wohnstallhaus, dann Schmiede                       | Eingeschossiger Bruchsteinbau mit Kniestock, flach geneigtes Satteldach mit Kalkplattendeckung, 19. Jahrhundert | D-2-73-133-10 Wikidata | BW |
| Nürnberger Straße (Standort)                          | Kriegergedächtniskapelle für die Gefallenen beider Weltkriege | halbrund geschlossener Bau mit Tonnendach und polygonalem Dachreiter mit Glockenhaube, unregelmäßiges Natursteinmauerwerk, giebelseitig mit Quadereinfassung, wohl 1. Hälfte 1920er Jahre; mit Ausstattung                   | D-2-73-133-11          | BW |
| Nürnberger Straße (bei Nr. 155) (Standort)            | Wegkapelle                                                    | Rechteckiger Satteldachbau mit eingezogener halbrunder Apsis, Giebelreiter mit Geläut, um 1860/70; mit Ausstattung | D-2-73-133-6 Wikidata  | [[Vorlage:Bilderwunsch/code!/C:48.949402465656,11.853338778019!/D:Nürnberger Straße (bei Nr. 155), Wegkapelle!/\|BW]] |
| Nürnberger Straße 9 (Standort)                        | Ehemaliger Langhof                                            | Zweigeschossiger Krüppelwalmbau mit Putzstreifengliederungen und zweigeschossiger Auslucht nach Norden, Figurennische mit Patrona Bavariae zur östlichen Giebelseite, klassizistisch, bezeichnet „1826“                      | D-2-73-133-1 Wikidata  | BW |
| Nürnberger Straße 10 (Standort)                       | Gasthaus                                                      | Zweigeschossiger traufständiger Krüppelwalmbau, zweites Viertel 19. Jahrhundert | D-2-73-133-2 Wikidata  | BW |
| Nürnberger Straße 16; Nürnberger Straße 18 (Standort) | Katholische Kirche St. Jakobus                                | Saalkirche mit Satteldach und eingezogenem, fünfseitig geschlossenem Chor, schlanker Westturm mit Spitzhelm, 1868–73 von Leonhard Schmidtner; mit Ausstattung Friedhofsmauer, Bruchstein, wohl zweite Hälfte 19. Jahrhundert | D-2-73-133-3 Wikidata  | weitere Bilder |
| Nürnberger Straße 20 (Standort)                       | Ehemaliges Schulhaus                                          | Zweigeschossiger Flachsatteldachbau mit Mittelrisalit und Zwerchhaus, mit Kalksteineinfassungen und -verkleidung, neugotisch, 1893/94                                                                                        | D-2-73-133-4 Wikidata  | BW |
| Nürnberger Straße 34 (Standort)                       | Wohnteil eines ehemaligen Hakenhofs                           | Eingeschossiger Flachsatteldachbau mit Kniestock, in Jura-Bauweise mit Kalkplattendach, erste Hälfte 19. Jahrhundert, Fenster um 1930 erneuert                                                                               | D-2-73-133-8 Wikidata  | BW |

### Sausthal
| Lage                            | Objekt              | Beschreibung | Akten-Nr.             | Bild                                                                                                 |
| ------------------------------- | ------------------- | --- | --------------------- | --- |
| Sausthal (bei Nr. 5) (Standort) | Katholische Kapelle | Halbrund geschlossener Flachsatteldachbau, mit Kalkplattendach und Dachreiter, Bruchsteinmauerwerk, 1847; mit Ausstattung | D-2-73-133-9 Wikidata | [[Vorlage:Bilderwunsch/code!/C:48.9545,11.81473!/D:Sausthal (bei Nr. 5), Katholische Kapelle!/\|BW]] |